# لجنة الأمم المتحدة للمخدرات
لجنة الأمم المتحدة للمخدرات (CND) هي إحدى اللجان الفنية التابعة للمجلس الاقتصادي والاجتماعي للأمم المتحدة (ECOSOC)، وهي الهيئة المركزية لصنع السياسات المتعلقة بالمخدرات داخل منظومة الأمم المتحدة. ويضطلع المجلس الوطني لمكافحة المخدرات بوظائف مهمة بموجب الاتفاقيات الدولية المختلفة لمكافحة المخدرات.

## تاريخ

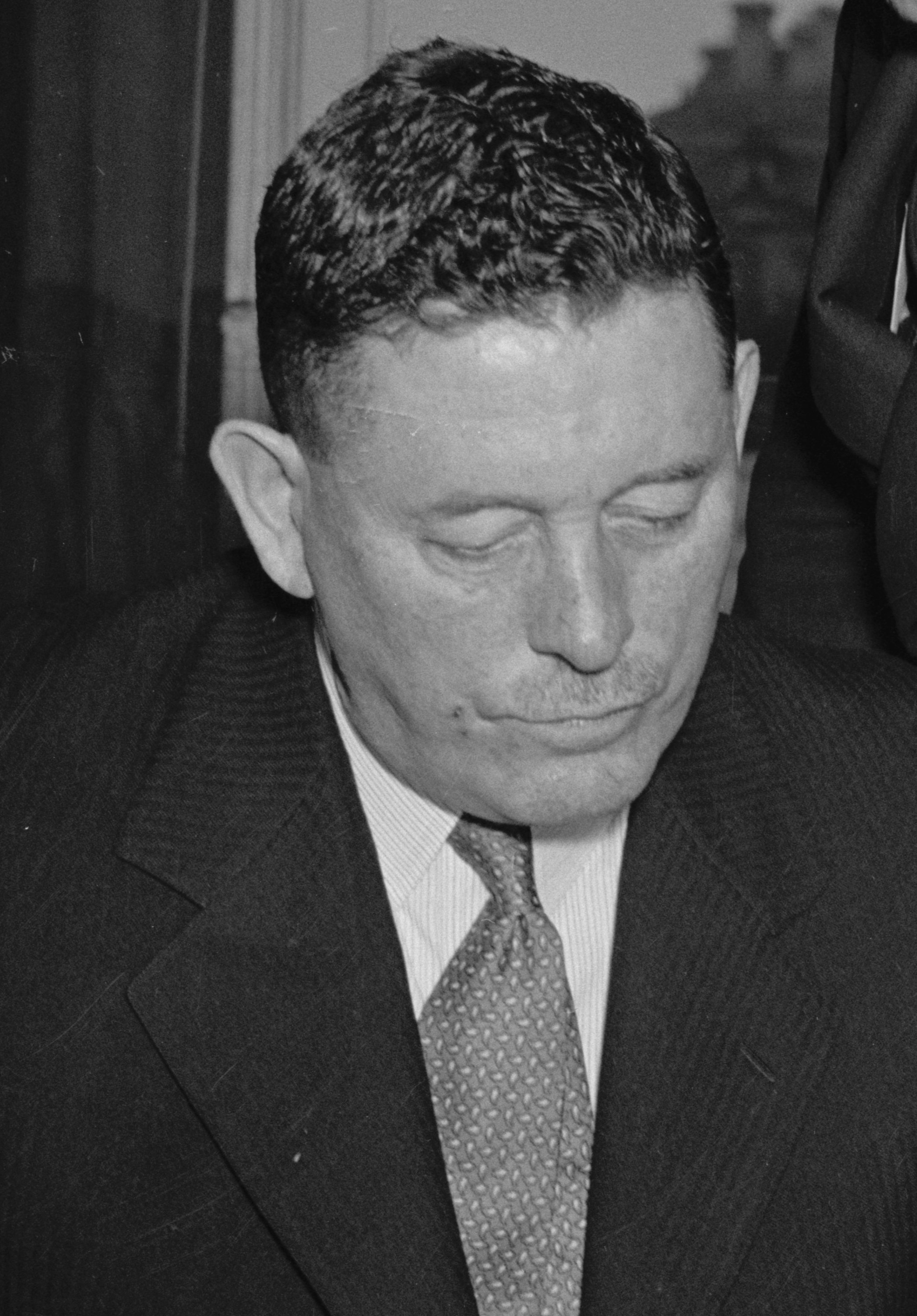
كان تشارلز هنري لودوفيك شارمان (في الصورة عام 1938) أول كرسي لـ لجنة الأمم المتحدة للمخدرات

أُنشئت لجنة المخدرات بموجب قرار المجلس الاقتصادي والاجتماعي 9 (1)، وكان الكندي تشارلز هنري لودوفيتش شارمان أول رئيس لها. كانت مهمة اللجنة الوطنية لمكافحة المخدرات هي مساعدة المجلس الاقتصادي والاجتماعي في الإشراف على تطبيق الاتفاقيات والاتفاقيات الدولية المتعلقة بالمخدرات. بموجب قرار الجمعية العامة A / RES / 46/104، تم تكليف اللجنة الوطنية للمخدرات بالإضافة إلى ذلك بدور مجلس إدارة برنامج الأمم المتحدة للمراقبة الدولية للمخدرات، الذي يديره مكتب الأمم المتحدة المعني بالمخدرات والجريمة.
سابقتها، اللجنة الاستشارية المعنية بالاتجار في الأفيون والمخدرات الخطرة الأخرى، تأسست من قبل الجمعية الأولى لعصبة الأمم في 15 ديسمبر 1920. عقدت اللجنة الاستشارية اجتماعها الأول في الفترة من 2 إلى 5 مايو 1921، وواصلت أنشطتها حتى عام 1940.

## الوظيفة
تتمتع لجنة المخدرات بمجالي ولاية متميزين: (1) لها وظائف قائمة على المعاهدات والوظائف المعيارية بموجب الاتفاقيات الدولية لمراقبة المخدرات و (2) وظائف توجيهية تنفيذية للسياسات بصفتها الهيئة الإدارية لبرنامج الأمم المتحدة للمراقبة الدولية للمخدرات، والتي يديرها مكتب الأمم المتحدة المعني بالمخدرات والجريمة.

### وظائف معيارية
بموجب الاتفاقيات الدولية لمراقبة المخدرات، وهي الاتفاقية الوحيدة للمخدرات لعام 1961، بصيغتها المعدلة ببروتوكول عام 1972، واتفاقية المؤثرات العقلية لعام 1971، واتفاقية الأمم المتحدة لمكافحة الاتجار غير المشروع بالمخدرات والمؤثرات العقلية لعام 1988، فإن اللجنة بشأن المخدرات مكلف بتقرير نطاق مراقبة المواد. توضع المواد تحت المراقبة الدولية بإدراجها في أحد جداول اتفاقية عام 1961 أو اتفاقية عام 1971 أو أحد جداول اتفاقية عام 1988. يستلزم كل جدول وجدول نظام تحكم محدد. وفقًا للمادة 3 من اتفاقية عام 1961، والمادة 2 من اتفاقية عام 1971 والمادة 12 من اتفاقية عام 1988، تقرر لجنة المخدرات حول إضافة المواد إلى الجداول / الجداول، وكذلك نقل المواد أو حذفها. يمكن للدول الأطراف أن تطلب مراجعة قرارات جدول أعمال اللجنة من قبل المجلس الاقتصادي والاجتماعي وفقاً للمادة 3 (8) من اتفاقية عام 1961، والمادة 2 (8) من اتفاقية عام 1971 والمادة 12 (7) من اتفاقية عام 1988. 
يمكن للدول الأطراف في الاتفاقيات، وكذلك منظمة الصحة العالمية لاتفاقية 1961 و 1971 والهيئة الدولية لمراقبة المخدرات لاتفاقية عام 1988، تقديم مقترحات لتغيير نطاق مراقبة المواد. والهيئة الدولية لمراقبة المخدرات مكلفة أيضا باستعراض امتثال الدول الأطراف لالتزاماتها بموجب الاتفاقيات الدولية لمراقبة المخدرات.
بالإضافة إلى جدولة المواد، قد تقدم اللجنة الوطنية لمكافحة المخدرات توصية لتنفيذ الاتفاقيات، وفقًا للمادة 8 من اتفاقية عام 1961 والمادة 17 من اتفاقية عام 1971. 

### إرشادات السياسة

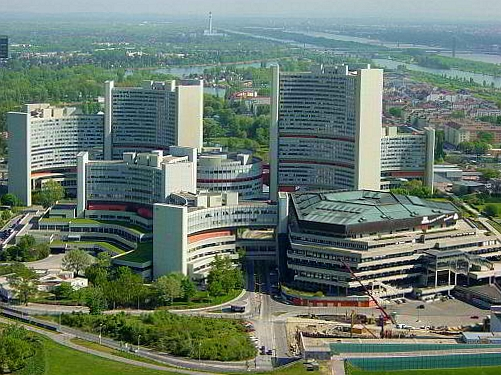
مكتب الأمم المتحدة في فيينا حيث تجتمع اللجنة

تقدم لجنة المخدرات إرشادات تتعلق بالسياسات لبرنامج الأمم المتحدة للمراقبة الدولية للمخدرات. كما تعد وترصد وثائق السياسات التي تتناول مشكلة المخدرات العالمية. وثائق السياسات الرئيسية للعقد السابق هي الإعلان السياسي وخطة العمل لعام 2009 بشأن التعاون الدولي صوب إستراتيجية متكاملة ومتوازنة لمواجهة مشكلة المخدرات العالمية،  البيان الوزاري المشترك للاستعراض الرفيع المستوى لعام 2014 الذي أجرته اللجنة بشأن المخدرات، تنفيذ الدول الأعضاء للإعلان السياسي وخطة العمل  والوثيقة الختامية للدورة الاستثنائية الثلاثين للجمعية العامة المعنونة «التزامنا المشترك بالتصدي الفعال لمشكلة المخدرات العالمية ومكافحتها».  في مارس 2019، اعتمدت اللجنة إعلانًا وزاريًا، التزمت فيه بتسريع التنفيذ الكامل لوثائق السياسة الثلاث هذه، وقررت مراجعة التقدم المحرز في تنفيذ جميع التزامات سياسة الأدوية الدولية في عام 2029، مع مراجعة منتصف المدة في عام 2024. 
المجلس الوطني للمخدرات، أثناء أدائه لواجباته كهيئة إدارية، يتبنى خلال دوراته العادية قرارات  لتوفير التوجيه السياسي ومراقبة أنشطة مكتب الأمم المتحدة المعني بالمخدرات والجريمة. ويوافق كذلك، بناء على اقتراح المدير التنفيذي، على ميزانية برنامج الأمم المتحدة للمراقبة الدولية للمخدرات، الذي يديره مكتب الأمم المتحدة المعني بالمخدرات والجريمة.

## العضوية واتخاذ القرار
يتكون لجنة الأمم المتحدة للمخدرات من 53 ولاية، تخدم لمدة أربع سنوات،   مع التوزيع التالي للمقاعد بين المناطق:
- أحد عشر للدول الأفريقية.
- أحد عشر للدول الآسيوية.
- عشرة لدول أمريكا اللاتينية والبحر الكاريبي.
- ستة لدول أوروبا الشرقية.
- أربعة عشر لدول أوروبا الغربية ودول أخرى.
- مقعد واحد يتم التناوب عليه بين دول آسيا وأمريكا اللاتينية ومنطقة البحر الكاريبي كل أربع سنوات.

ينص قرارا المجلس الاقتصادي والاجتماعي 845 (د -32) و 1147 (د -41) على انتخاب الأعضاء:
- من بين الدول الأعضاء في الأمم المتحدة وأعضاء الوكالات المتخصصة والأطراف في الاتفاقية الوحيدة للمخدرات لعام 1961.
- مع المراعاة الواجبة للتمثيل الملائم للبلدان التي تعتبر منتجة مهمة للأفيون أو أوراق الكوكا، والبلدان المهمة في مجال تصنيع المخدرات، والبلدان التي يشكل فيها إدمان المخدرات أو الاتجار غير المشروع بالمخدرات أمرا ضروريا. مشكلة مهمة
- مراعاة مبدأ التوزيع الجغرافي العادل.

لجنة الأمم المتحدة للمخدرات هي هيئة حكومية دولية مكونة من دول وليس أفراد. يتم اتخاذ القرارات والقرارات وفقًا «لقواعد إجراءات اللجان الفنية للمجلس الاقتصادي والاجتماعي». بصرف النظر عن النظام الداخلي، عادة ما تتخذ اللجنة قراراتها بتوافق الآراء «بروح فيينا» التي وصفها يوري فيدوتوف، المدير التنفيذي لمكتب الأمم المتحدة المعني بالمخدرات والجريمة، بأنها «رغبة وتفاني جميع الأطراف المعنية في التضافر لإيجاد حلول مشتركة، حتى في أصعب المواضيع».
تخضع قرارات الجدولة بموجب الاتفاقيات الدولية لمراقبة المخدرات للقواعد الإجرائية الواردة في اتفاقيات 1961 و 1971 و 1988 على التوالي، لأنها تحل محل lex specialis عقيدة.

## نقد
نظرًا لكونها تتألف من ممثلين حكوميين ووزاريين مع بعثة دائمة في فيينا، فإن لجنة المخدرات تعتبر لجنة سياسية أكثر من كونها مجموعة من الخبراء، وهذا هو السبب في أن العديد من المناقشات والمفاوضات لا تستند إلى المعرفة المتعمقة بشأن المخدرات مشكلة سياسية. بالإضافة إلى ذلك، فإن القرارات التي يتم اتخاذها في إطار المجلس الوطني للتنمية هي في الأساس نتائج مفاوضات سياسية تستغرق وقتًا طويلاً وتحتاج إلى التوصل إلى توافق في الآراء، مما يسمح بإبعاد وجهات النظر السياسية جانبًا من خلال المصالح السياسية لبعض أصحاب المصلحة.
يرتبط جانب آخر من انتقاد اللجنة الوطنية للمقاومة بالطبيعة البيروقراطية لعملية عمل اللجنة. بينما يركز لجنة الأمم المتحدة للمخدرات على قضية الأدوية - وهو موضوع متعدد التخصصات يتعلق أيضًا بحقوق الإنسان والصحة والتنمية - نادرًا ما ينشئ لجنة الأمم المتحدة للمخدرات التنسيق مع وكالات الأمم المتحدة الأخرى ذات الصلة مثل برنامج الأمم المتحدة المشترك المعني بفيروس نقص المناعة البشرية / الإيدز (UNAIDS)، مجلس الحقوق، أو مكتب المفوض السامي لحقوق الإنسان (OHCHR)، أو منظمة الصحة العالمية، أو برنامج الأمم المتحدة الإنمائي.

## روابط خارجية
- لجنة المخدرات - الموقع الرسمي، مكتب الأمم المتحدة المعني بالمخدرات والجريمة
- قاعدة بيانات القرارات، مكتب الأمم المتحدة المعني بالمخدرات والجريمة
- إجراءات الجدولة نسخة محفوظة 5 أغسطس 2019 على موقع واي باك مشين.، مكتب الأمم المتحدة المعني بالمخدرات والجريمة
- الاتفاقيات الدولية لمراقبة المخدرات نسخة محفوظة 17 مارس 2014 على موقع واي باك مشين.، مكتب الأمم المتحدة المعني بالمخدرات والجريمة
- التعليقات على الاتفاقيات الدولية لمكافحة المخدرات، مكتب الأمم المتحدة المعني بالمخدرات والجريمة
- Bayer، I. and Ghodse، H: Evolution of International Drug Control، 1945-1995، مكتب الأمم المتحدة المعني بالمخدرات والجريمة.
- عشرون عاما من مكافحة المخدرات في ظل الأمم المتحدة، مكتب الأمم المتحدة المعني بالمخدرات والجريمة، 1 يناير 1966.
- مديرو سياسة المخدرات في الولايات المتحدة والأمم المتحدة يرأسون تبادل الإبر، أسوشيتد برس، 9 مارس 2005